# Gmina Beočin
Gmina Beočin (serb. Opština Beočin / Општина Беочин) – gmina w Serbii, w Wojwodinie, w okręgu południowobackim. W 2018 roku liczyła 15 054 mieszkańców.